# Запорожченко Борис Сергійович
Бори́с Сергі́йович Запоро́жченко (* 1941) — український хірург, доктор медичних наук (1998), професор (1999), заслужений лікар України, лауреат Державної премії України в галузі науки і техніки (2009), кавалер ордена князя Ярослава Мудрого V ступеня (2018), член президії правління Асоціації хірургів України.

## Життєпис
Народився 1941 року в Любашівці (Одеська область). 1970 року закінчив Одеський медичний інститут; працював лікарем.
Від 1994 року працює в Одеському медичному універтситеті: з 2001-го — завідувач кафедри хірургії № 2; водночас протягом 1999—2003 років — завідувач хірургічної клініки Українського НДІ морської медицини.
Наукові дослідження полягають у царині хірургічної гепатопанкреатології.
Розробляє
- хірургічні методи лікування гострих та хронічних запалень підшлункової залози
- злоякісних пухлин гепатопанкреатобіліарної зони.

Лауреат Державної премії України в галузі науки і техніки 2009 року — за роботу «Розробка та впровадження нових методів діагностики і хірургічного лікування захворювань підшлункової залози»; співавтори Болдіжар Олександр Олександрович, Бондар Григорій Васильович, Дронов Олексій Іванович, Кондратенко Петро Геннадійович, Криворучко Ігор Андрійович, Тодуров Іван Михайлович, Усенко Олександр Юрійович, Чорний Володимир Володимирович, Ярешко Володимир Григорович.
Серед робіт:
- «Патогенетичне обґрунтування комплексного лікування запальних захворювань підшлункової залози», 1998
- «Діагностика та хірургічне лікування ускладненого панкреатиту», 2005
- «Аналіз результатів мініінвазивного хірургічного лікування хворих з ускладненим хірургічним панкреатитом», 2007
- «The pancreatoduodenal resection: whether is it possible to minimize a threat of incompetency of pancreatojejunoanastomosis?», 2008
- «Застосування кріодеструкції в хірургічному лікуванні осередкових уражень печінки», співавтори Г. Ю. Коритна, І. В. Шарапов, В. І. Шишлов, 2009.

Серед патентів: «Спосіб хірургічного лікування метастазів печінки», 2006, співавтори Горбунов Анатолій Анатолійович, Міщенко Василь Васильович, Сомов Павло Олегович, Шишлов Віталій Іванович.